# マリア・ゼネイダ・コリンソン
マリア・ゼネイダ・アンガラ=コリンソン（Maria Zeneida Angara Collinson）は、フィリピンの外交官。在ウィーン国際機関政府代表部特命全権大使。第61回国際原子力機関（IAEA）総会議長。

## 経歴
マニラ首都圏生まれ。小学校を首席で卒業し、高校を次席で卒業。マニラのセント・ポール・カレッジを経て、1977年東京外国語大学外国語学部日本学専攻卒業。1979年一橋大学大学院経済学研究科経済貿易政策専攻修了、経済学修士。
駐日フィリピン大使館三等書記官兼副領事兼ASEAN貿易投資観光促進センター理事会政府代表を経て、1985年外務省ASEAN局第五部長。
駐日フィリピン大使館二等書記官兼領事、同一等書記官兼総領事、同公使参事官等を経て、1999年香港総領事。2002年シドニー総領事。2004年外務大臣特別補佐官。2007年駐スウェーデン兼エストニア、ラトビア、リトアニア、フィンランド特命全権大使。
2013年外務省欧州局長（次官補）。2015年からは在ウィーン国際機関政府代表部特命全権大使・常駐代表兼駐オーストリア兼クロアチア兼スロベニア兼スロバキア特命全権大使を務め、2017年には第61回国際原子力機関（IAEA）総会議長に選出された。